# Jérôme Dekeyser
Jérôme Dekeyser (né le 15 décembre 1983 à Bruxelles) est un joueur belge de hockey sur gazon, évoluant au poste d'attaquant au Braxgata HC.

## Équipe nationale
International belge, Dekeyser remporte la médaille de bronze au Championnat d'Europe 2007. L'année suivante, il inscrit 5 buts aux Jeux Olympiques de Pékin en 2008, aidant la Belgique à atteindre la 9e place du tournoi. En 2009, Dekeyser accroche avec son équipe nationale la 5e place du Championnat d'Europe. Inscrivant 9 buts dans ce tournoi, il finit meilleur buteur à égalité avec le Néerlandais Taeke Taekema. Deux ans plus tard, il marque 5 fois pour la Belgique lors du Championnat d'Europe 2011, permettant ainsi à son équipe nationale d'accrocher la 4e place du tournoi, qualificative pour les Jeux Olympiques de Londres qui ont lieu en 2012. En décembre 2011, il remporte le Champions Challenge en Afrique du Sud. En 2012, il atteint la 5e place des Jeux Olympiques de Londres avec la Belgique, inscrivant 4 nouveaux buts. En 2013, il remporte la médaille d'argent du Championnat d'Europe.